# Tournecoupe
Tournecoupe is een gemeente in het Franse departement Gers (regio Occitanie) en telt 267 inwoners (1999). De plaats maakt deel uit van het arrondissement Condom.

## Geografie
De oppervlakte van Tournecoupe bedraagt 18,4 km², de bevolkingsdichtheid is 14,5 inwoners per km².
De onderstaande kaart toont de ligging van Tournecoupe met de belangrijkste infrastructuur en aangrenzende gemeenten.

## Demografie
Onderstaande figuur toont het verloop van het inwonertal (bron: INSEE-tellingen).

## Geboren
- Jean-Joseph Moussaron (1877-1956), aartsbisschop